# Hud
Hud (arapski هود‎) islamski je prorok spomenut u Kuranu. 11. sura je nazvana po njemu.
Živio je u kraljevstvu zvanom ʿĀd, čiji su stanovnici gradili nebrojene zgrade, pokazujući tako svoje bogatstvo. Međutim, zaboravili su na Boga, Alaha, i počeli štovati idole zvane Samd, Samud i Hara. Hud je oduvijek pazio da štuje samo Alaha te ga je majka podržavala u tome.
Kad je ljudima Hud počeo prenositi Alahove poruke, oni su mu se počeli rugati. Hud im je dosta dugo propovijedao u nadi da će se ipak obratiti, ali je sve to bilo uzalud i Alah je poslao oluju koja je uništila ljude ʿĀda.
Hud nije spomenut u Bibliji, ali se zato tamo spominju Izraelci Abi-Hud i Ahi-Hud.
Tradicionalno se Hud poistovjećuje s biblijskim Eberom.